# Axixá do Tocantins
Axixá do Tocantins este un oraș în Tocantins (TO), Brazilia. 